# جوان ساترلند
جوان ساترلند (انگلیسی: Joan Sutherland؛ زاده ۷ نوامبر ۱۹۲۶ درگذشته ۱۰ اکتبر ۲۰۱۰) خوانندهٔ اپرای سوپرانو اهل استرالیا بود. وی بین سال‌های ۱۹۴۷ تا ۱۹۹۰ میلادی فعالیت می‌کرد.